# 完颜阿离补
完颜阿离补（？—1146年），又作阿卢补、阿鲁补，金朝宗室、将领，完颜氏，景祖乌古乃的后裔。
完颜阿离补参与金国的征伐，灭辽朝伐北宋都有战功，天会九年（1131年），跟随完颜宗辅经略陕西，任左翼都统，与右都统完颜宗弼攻下巩州、洮河、西宁、兰州、廓州等军州，来宾、定远、和政、甘峪、宁洮、安陇等城寨，平定涇原路、熙河路两路，以功为世袭谋克。天会十二年（1134年），为元帅右都监。天会十五年（1137年），转任左监军。天眷三年（1140年），跟随完颜宗弼再次南侵河南，转任左副元帅。皇统三年（1143年），封谭国公。皇统六年（1146年），为行台左丞相，左副元帅如故。